# Ponta do Pargo
Ponta do Pargo ist eine portugiesische Gemeinde (Freguesia) im Kreis Calheta (Madeira). In ihr leben 803 Einwohner (Stand 19. April 2021).